# Stjepan Bobek
Stjepan Bobek (in serbo Стјепан Бобек?; Zagabria, 3 dicembre 1923 – Belgrado, 22 agosto 2010) è stato un calciatore e allenatore di calcio jugoslavo, croato dal 1992.

## Carriera
Inizia a giocare nel Concordia Zagabria di Zagabria. Nel 1946 passa nel Partizan, squadra dove trascorre gran parte della sua carriera (fino al 1959) collezionando 468 presenze con ben 403 gol. Vincerà alcuni tornei nazionali e per due volte sarà il capocannoniere del campionato jugoslavo.
Miglior realizzatore nella storia della nazionale di calcio dell'ex Jugoslavia, registrò 63 presenze segnando 38 gol; con la maglia della Jugoslavia partecipò alle Olimpiadi di Londra nel 1948, nel 1950 ai Mondiali del Brasile e nel 1954 in Svizzera.

## Palmarès

### Giocatore

#### Club
- Campionati dello Stato Indipendente di Croazia: 1

Concordia Zagabria: 1942
- Campionato jugoslavo: 2

Partizan: 1946-1947, 1948-1949
- Coppa di Jugoslavia: 4

Partizan: 1946-1947, 1952, 1953-1954, 1956-1957

#### Nazionale
- Argento olimpico: 2

Londra 1948, Helsinki 1952

#### Individuale
- Capocannoniere della Prva Liga: 1

1952-1953 (21 gol)

### Allenatore
- Campionato jugoslavo: 3

Partizan: 1960-1961, 1961-1962, 1962-1963
- Campionato greco: 2

Panathinaikos: 1963-1964, 1964-1965
- Coppa di Grecia: 1

Panathinaikos: 1966-1967
- 2. Savezna liga: 1

Vardar: 1978-1979